# MegaCharts
MegaCharts chịu trách nhiệm cho việc sáng tác và hoạt động cho một số lượng bảng xếp hạng chính thức ở Hà Lan, trong đó Mega Top 50 và Mega Album Top 100 là nổi tiếng nhất. MegaCharts cũng cung cấp thông tin đến Stichting Nederlandse Top 40, bảng xếp hạng mà Dutch Top 40, Tip Parade và các bảng xếp hạng khác dựa trên. MegaCharts cũng là một thành phần của Dịch vụ Marketing GfK Benelux.

### Đĩa đơn & Track

#### Tipparade
Tipparade có nguồn gốc là radio Veronica-xếp hạng 30 ca khúc hiện tại có khả năng xuất hiện trên Dutch Top 40, dựa trên doanh số của bán buôn và bán lẻ. Bảng xếp hạng bắt đầu trở thành top 20 từ 1967. Tipparade chính thức đầu tiên xuất hiện ngày 15 tháng 7 năm 1967.

#### Mega Dance Top 30
Top 30 thu âm nhạc dance.

#### Mega Airplay Top 50
Các track được chơi nhiều nhất trên radio và TV.

#### Mega Ringtone Top 50
Top nhạc chuông điện thoại đặt hàng ở Hà Lan.

### Album

#### Mega Album Top 100
Các album bán chạy nhất hiện tại.

#### Mega Verzamelalbum Top 30
Album tuyển tập.